# Zecca di Pomponesco

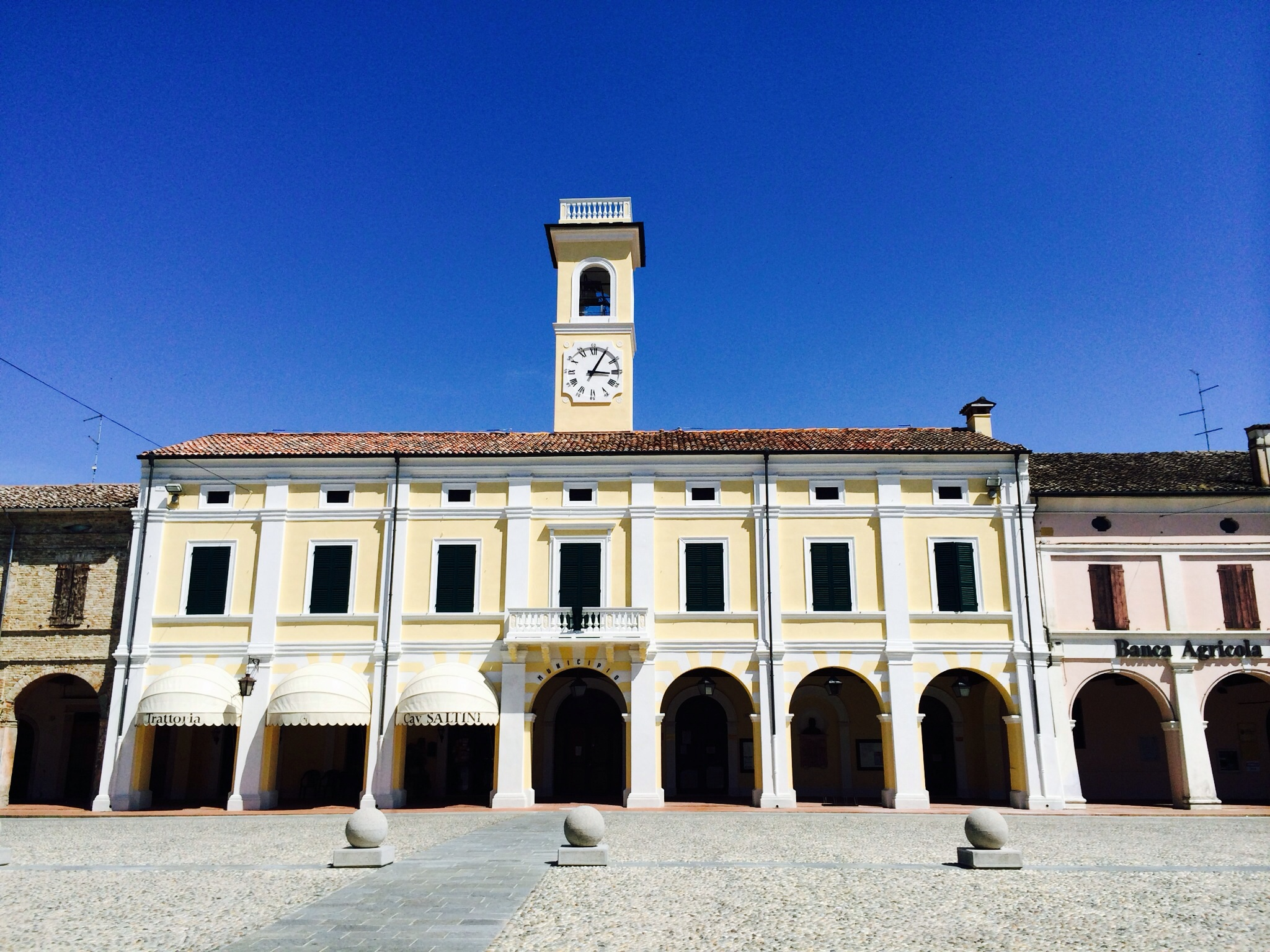
Comune di Pomponesco

La zecca di Pomponesco era l'ente preposto presso cui veniva effettuata la coniazione delle monete del feudo in epoca gonzaghesca.

## Storia
L'attività della zecca iniziò nel 1583 sotto il conte Giulio Cesare Gonzaga di Bozzolo e terminò nel 1593.
La produzione di monete riguardò anche monete contraffatte.